# Centrale unitaire des travailleurs - Authentique
La Central Unitaria de Trabajadores Auténtica (CUT-A : Centrale unitaire des travailleurs - Authentique) est une confédération syndicale du Paraguay affiliée à la Confédération syndicale internationale et à la Confédération syndicale des travailleurs et travailleuses des Amériques.